# Johnny Clegg
Jonathan Paul Clegg, detto Johnny (Rochdale, 7 giugno 1953 – Johannesburg, 16 luglio 2019), è stato un musicista, ballerino e antropologo sudafricano, soprannominato lo "Zulu bianco".
Suonò con i gruppi Juluka e Savuka, mischiando lo stile zulu con il pop inglese. In tal modo dette un contributo importante alla musica popolare del Sudafrica.

## Biografia
Già durante l'infanzia si interessò alla musica da strada. Dopo aver partecipato a competizioni di danza tradizionale zulu combinò la musica con lo studio dell'antropologia, materia che avrebbe poi insegnato all'Università del Witwatersrand, la stessa in cui si era laureato.
All'inizio degli anni ottanta Clegg si esibì con gli Juluka, la prima formazione musicale interrazziale sudafricana, di cui faceva parte anche Sipho Mchunu; l'apartheid proibiva band di questo tipo, perciò il loro primo disco, Universal Men, non fu mai trasmesso per radio. Ciononostante, divenne molto celebre presso la popolazione, per passaparola.
Il gruppo fece politica implicitamente ma poi anche apertamente attraverso alcune sue canzoni, ad esempio l'album Work for All , dove usò slogan tipici dei sindacati sudafricani. Più tardi sarebbero state ancora più esplicite le canzoni dei Savuka, che nel 1987 incideranno l'album Third World Child, in cui veniva chiesta la liberazione di Nelson Mandela e celebrata la memoria di alcuni martiri della libertà. Gli Juluka sbarcarono in Europa in tour e vinsero due dischi di platino e cinque d'oro.
Nel 1986 la band si sciolse e Clegg aderì ai Savuka.
Nel 1991 Clegg venne nominato Cavaliere delle Arti e delle lettere dalla Repubblica Francese.
A metà degli anni '90 gli Juluka si riunirono per poco e fecero un tour aprendo i concerti di King Sunny Adé. Nel giugno 2004 approdarono per la prima volta in Nordamerica dopo 8 anni, eseguendo 22 concerti in un mese e ottenendo un buon successo, tanto che la tournée venne replicata nel 2005 negli USA e in Canada.
Il loro ultimo album, One Life, fu registrato a Bath con la Real World Records e venne commercializzato il 30 ottobre 2006.
Nel 2004 Clegg fu votato al 23º posto della classifica SABC3's Great South Africans.
Clegg morì nel luglio 2019, a 66 anni, nella sua casa di Johannesburg, per un tumore del pancreas, come annunciato dal manager Roddy Quin all'Associated Press.

## Vita privata
Dal matrimonio con Jenny nacquero due figli maschi: Jesse, anch'egli cantante e musicista, e Jaron, regista.

## Discografia parziale

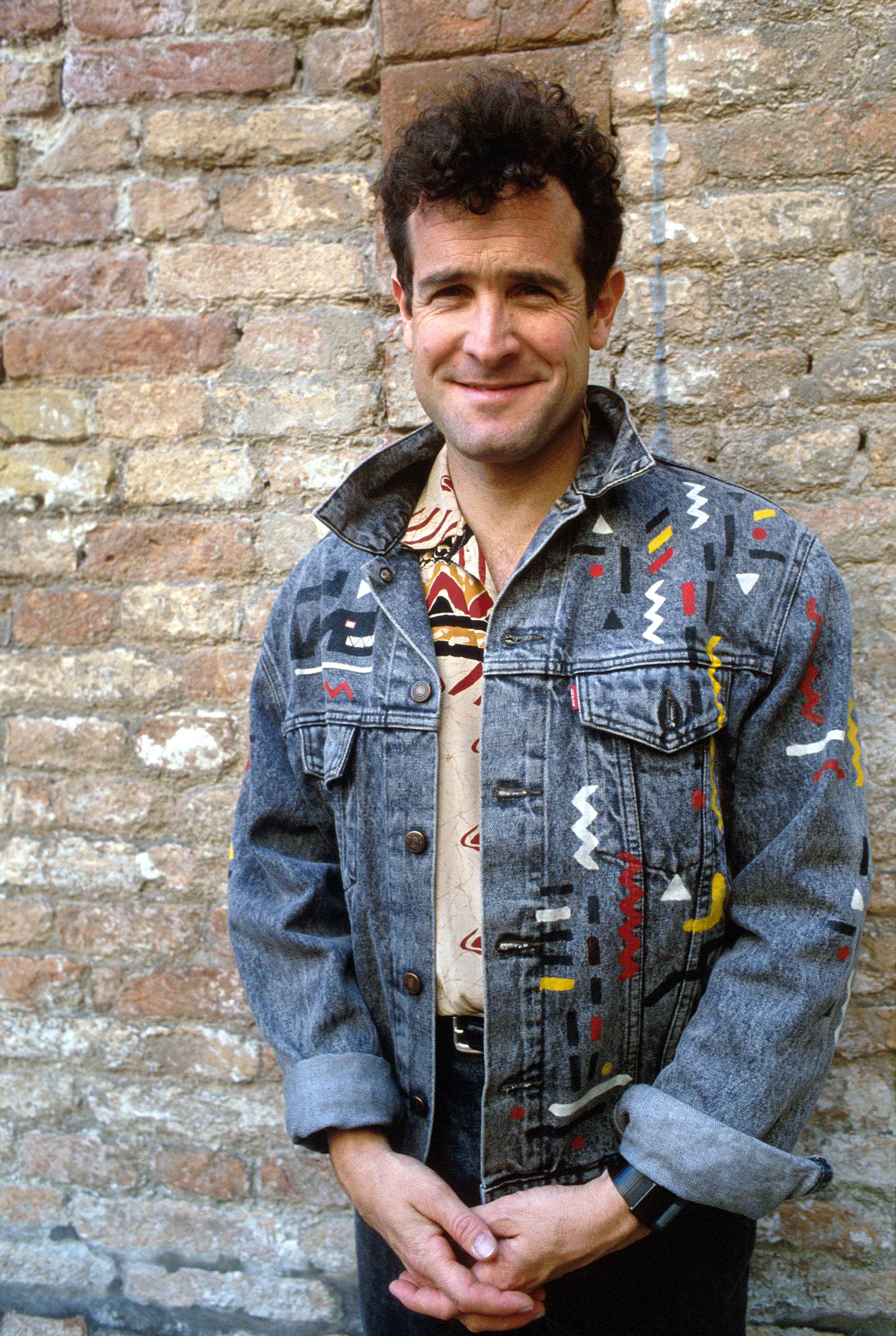
Johnny Clegg nel 1992

Nota: la seguente lista include sia i lavori di Johnny Clegg da solista, sia quelli con Juluka e Savuka.

### Album in studio
- 1979: Universal Men
- 1981: African Litany
- 1982: Ubuhle Bemvelo
- 1982: Scatterlings of Africa
- 1983: Work for All
- 1984: The International Tracks
- 1984: Stand Your Ground
- 1984: Musa Ukungilandela
- 1985: Third World Child (solo version)
- 1987: Third World Child (Savuka)
- 1988: Shadow Man
- 1990: Cruel, Crazy, Beautiful World
- 1993: Heat, Dust and Dreams
- 1997: Crocodile Love/Ya Vuka Inkunzi
- 1998: Le Rock Zoulou de Johnny Clegg & Sipho Mchunu
- 2002: New World Survivor
- 2006: Heart of the Dancer
- 2006: One Life
- 2007: Scatterlings (Juluka)
- 2010: Human
- 2017: King of Time

### Album dal vivo
- 1986: The Good Hope Concerts
- 1994: Live And Rarites
- 2003: A South African Story - Live At The Nelson Mandela Theatre
- 2003: Best of Live

### Raccolte
- 1999: Johnny Clegg & Savuka, In My African Dream

### DVD musicali
- 2003: Live! and more...

## Principali studi
- Jonathan Clegg, 1981.  "Ukubuyisa Isidumbu", "Bringing back the body": An examination of the ideology of vengeance in the Msinga and Mpofana Rural Locations, 1822-1944. In: Phil Bonner (ed), Working Papers in Southern African Studies, Volume 2, Johannesburg: Ravan Press
- Jonathan Clegg, 1981. The Music of Zulu Immigrant Workers in Johannesburg: A Focus on Concertina and Guitar. In: Andrew Tracey (ed) Papers presented at the Symposium on Ethnomusicology. Grahamstown: International Library of African Music.
- Jonathan Clegg, 1982. Towards an understanding of African Dance: The Zulu Isishameni Style. In: Andrew Tracey (ed) Papers read at Second Symposium on Ethnomusicology, 24-26 September 1981, Rhodes University, Grahamstown, South Africa. Grahamstown: Institute of Social and Economic Research.